# Mohammad Massad
Mohammad Massad (en árabe: محمد مسعد المولد‎; Yeda, Arabia Saudita, 17 de febrero de 1983) es un exfutbolista de Arabia Saudita que jugaba en la posición de centrocampista.

## Carrera

### Club
| Periodo   | Club                   |
| --------- | ---------------------- |
| 1999-2000 | Ettifaq FC             |
| 2000-2003 | Al-Nassr               |
| 2003–2014 | Al-Ahli FC             |
| 2013      | → Al-Hilal FC (cedido) |

### Selección nacional
Jugó para Arabia Saudita en 10 ocasiones de 2002 a 2011, ganó la Copa de Naciones del Golfo de 2003; participó en la Copa Mundial de Fútbol de 2006 y la
Copa Asiática 2011.

## Logros

### Club
- Copa del Príncipe de la Corona Saudí: 2002, 2007.
- Copa Federación de Arabia Saudita: 2001, 2002.
- Copa del Rey de Campeones: 2011, 2012.
- Liga de Campeones Árabe: 2003.
- Copa de Clubes Campeones del Golfo: 2002.

### Selección nacional
- Copa de Naciones del Golfo: 2003